# Enquiridion
   Para la obra de Erasmo de Róterdam, véase Enchiridion militis Christiani.

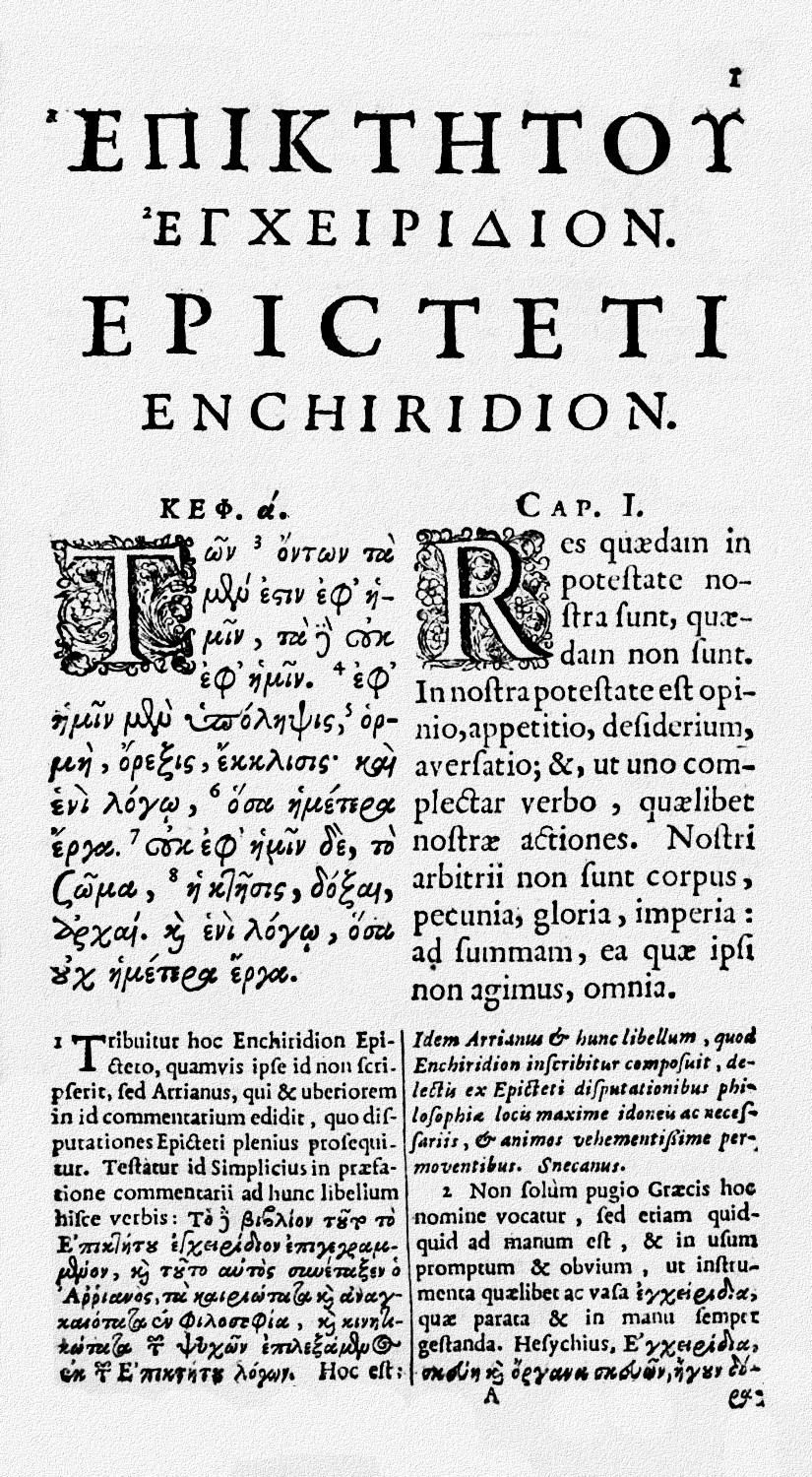
Primera página del primer capítulo de la edición de 1683, en griego y en latín, obra de Abrahamus Berkelius.

El Enquiridión o discursos de Epicteto (en griego antiguo: Ἐπικτήτου διατριβαί, Epiktētou diatribai) son una serie de conferencias informales del  estoico filósofo Epicteto escritas por su alumno Arriano alrededor del año 108 d. C. Aún se conservan cuatro libros de los ocho originales. La filosofía de Epicteto es intensamente práctica. Dirige a sus alumnos a centrar la atención en sus opiniones, ansiedades, pasiones y deseos, para que "nunca dejen de obtener lo que desean ni caigan en lo que evitan". La verdadera educación consiste en aprender a distinguir lo que es nuestro de lo que no nos pertenece, y en aprender a asentir o disentir correctamente de las impresiones externas. El propósito de su enseñanza era hacer a las personas libres y felices.
Los "Discursos" han sido influyentes desde que fueron escritos. Marco Aurelio hace referencia a ellos y los cita. Desde el siglo XVI se han traducido a varios idiomas y se han reimpreso muchas veces.

## Título y fecha
Los libros no tenían un título formal en la antigüedad. Aunque  Simplicius los llamó  Diatribai  (Διατριβαί, Discursos), otros escritores les dieron títulos como Dialexis (Διαλέξεις, Diálogos), Apomnêmoneumata (Ἀπομνημονεύματα, Registros), y Homiliaii (Ὁμιλίαι, Conversaciones).  El nombre moderno proviene de los títulos dados en el manuscrito medieval más antiguo: "Diatribai" de Arrian de Epicteto (en griego antiguo: Ἀρριανοῦ τῶν Ἐπικτήτου Διατριβῶν). La palabra griega "Diatribai" significa literalmente "conversaciones informales".
En cuanto a la fecha, generalmente se acepta que los "Discursos" se compusieron en algún momento de los años alrededor del 108 d. C. El mismo Epicteto se refiere a las monedas de Trajano, lo que muestra que estaba enseñando durante ese reinado. Arriano era cónsul suffecto en alrededor de 130, y dado que cuarenta y dos era la edad estándar para ese puesto, habría tenido la edad adecuada de alrededor de veinte en 108. Además, se cree que el "comisionado" de las "ciudades libres" a quien se dirige el "Discurso" iii. 7 es el mismo hombre que Plinio el Joven dirige su "Carta" viii. una carta que ha sido fechada alrededor del 108.

## Escritura
Originalmente había ocho libros, pero ahora solo quedan cuatro en su totalidad, junto con algunos fragmentos de los demás. En un prefacio adjunto a los Discursos, Arriano explica cómo llegó a escribirlos:

Tampoco escribí estos Discursos de Epicteto de la forma en que un hombre podría escribir tales cosas; tampoco los hice públicos yo mismo, por cuanto declaro que ni siquiera los escribí. Pero lo que sea que le oí decir, lo mismo intenté escribir en sus propias palabras lo más cerca posible, con el propósito de conservarlas como memoriales para mí después de los pensamientos y la libertad de expresión de Epicteto.
Arrian, Prefatory Letter.

Los "Discursos" pretenden ser las palabras reales de Epicteto. Están escritos en griego koiné a diferencia del griego ático que Arriano usa en sus propias composiciones. Las diferencias de estilo son muy marcadas y retratan una personalidad viva y separada. El método preciso que Arrian utilizó para escribir los "Discursos" ha sido durante mucho tiempo un tema de intenso debate. Se han mantenido posiciones extremas que van desde la opinión de que son en gran parte composiciones del propio Arriano hasta la opinión de que Epicteto en realidad las escribió él mismo. La opinión generalizada es que los "Discursos" informan de las palabras reales de Epicteto, incluso si no pueden ser un registro puro "literalmente". A. A. Long escribe:

Es más probable, quizás, que él Arriano hiciera sus propias notas detalladas y usara su memoria para completarlas. Sin duda, transformó el material en una forma más acabada. En algunos casos, puede haber confiado en los informes de otros o haber verificado su propio registro con el propio Epicteto. Independientemente de cómo Arriano recopilara los discursos, existen numerosas razones, internas al texto, para considerar que la esencia de su registro es completamente auténtica con el estilo y el lenguaje del propio Epicteto. Estos incluyen un vocabulario distintivo, repetición de puntos clave a lo largo, [y] una voz sorprendentemente urgente y vívida bastante distinta de la personalidad de autor de Arrian en sus otras obras.

## Configuración
Los "Discursos" están ambientados en el propio salón de clases de Epicteto en Nicopolis y lo muestran conversando con los visitantes y reprendiendo, exhortando y animando a sus alumnos. Estos alumnos parecen haber sido hombres jóvenes como Arrian, de alta posición social y contemplando ingresar al servicio público. Los "discursos" no son conferencias formales ni forman parte del plan de estudios propiamente dicho. Las clases regulares incluían la lectura e interpretación de partes características de obras filosóficas estoicas, que, además de la ética, debe haber incluido instrucción en la  lógica y  física que eran parte del sistema estoico. Los "Discursos", en cambio, registran conversaciones que siguieron a la instrucción formal. Se detienen en puntos que Epicteto consideró de especial importancia y que le dieron la oportunidad de conversar amistosamente con sus alumnos y discutir sus asuntos personales. No son, por tanto, una presentación formal de la filosofía estoica. En cambio, los "Discursos" son intensamente prácticos. Les preocupa el problema moral consciente de vivir correctamente y cómo se debe llevar a cabo bien la vida.

## Temas

### Tres partes de la filosofía
Epicteto divide la filosofía en tres campos de formación, con especial aplicación a la ética. Los tres campos, según Epicteto, son, (1) deseo (ὄρεξις); (2) elección (ὁρμή); (3) asentimiento (συγκατάθεσις):

Hay tres campos de estudio en los que las personas que van a ser buenas y excelentes primero deben haber sido formadas. La primera tiene que ver con los deseos y las aversiones, para que nunca dejen de conseguir lo que desean ni caigan en lo que evitan; el segundo con los casos de elección y rechazo y, en general, con el deber, para que actúen de forma ordenada, por buenas razones y no descuidadamente; el tercero con evitar el error y la temeridad en el juicio y, en general, en los casos de asentimiento.
Discourses, iii. 2. 1

La primera y más esencial práctica se dirige hacia nuestras pasiones y deseos, que son en sí mismos sólo tipos de impresión y, como tales, nos presionan y nos obligan. Por lo tanto, se requiere una práctica continua para oponerse a ellos. A esta primera práctica hay que añadir una segunda, que se dirige a lo que es apropiado (deber), y una tercera, cuyo objeto es la certeza y la verdad; pero este último no debe pretender suplantar al primero. Evitación de lo malo, deseo de lo bueno, la dirección hacia lo apropiado y la capacidad de asentir o disentir, esta es la marca del filósofo.
Los académicos no están de acuerdo sobre si estos tres campos se relacionan con la división estoica tradicional de la filosofía en lógica, física y ética. El tercer campo se refiere inequívocamente a la lógica, ya que se refiere al razonamiento válido y la certeza en el juicio. El segundo campo se relaciona con la ética, y el primer campo, sobre deseos y aversiones, parece ser preliminar a la ética. Sin embargo Pierre Hadot ha argumentado que este primer campo se relaciona con la física, ya que para los estoicos el estudio de la naturaleza humana era parte del tema más amplio de la naturaleza de las cosas.

### ¿Qué depende de nosotros?
La verdadera educación consiste en aprender a distinguir lo que es nuestro de lo que no nos pertenece. Pero solo hay una cosa que es completamente nuestra, es decir, nuestra voluntad o elección (prohairesis). El uso que hacemos de las impresiones externas es nuestra principal preocupación, y del tipo correcto de uso depende exclusivamente nuestra felicidad.
Aunque no somos responsables de las ideas que se presentan a nuestra conciencia, somos absolutamente responsables de la forma en que las utilizamos. En el ámbito del juicio debe decidirse la verdad o falsedad de la impresión externa. Aquí nuestra preocupación es asentir a la impresión verdadera, rechazar lo falso y suspender el juicio sobre lo incierto. Este es el acto de elección. Sólo aquello que está sujeto a nuestra elección es bueno o malo; todo lo demás no es ni bueno ni malo; no nos concierne, está fuera de nuestro alcance; es algo externo, meramente un sujeto de nuestra elección: en sí mismo es indiferente, pero su aplicación no es indiferente, y su aplicación es coherente o contraria a la naturaleza. Esta elección, y en consecuencia nuestra opinión sobre ella, está en nuestro poder; en nuestra elección somos libres; nada que sea externo a nosotros, ni siquiera Zeus, puede superar nuestra elección: solo él puede controlarse a sí mismo. Nada externo, ni la muerte, ni el destierro, ni el dolor, ni nada parecido, podrá jamás obligarnos a actuar contra nuestra voluntad.

### Providencia
El universo está totalmente gobernado por una Providencia divina y omnisciente. Todas las cosas, incluso los males aparentes, son la voluntad de Dios y son buenas desde el punto de vista del conjunto. En virtud de nuestra racionalidad, no somos ni menos ni peores que los dioses, porque la magnitud de la razón no se estima por la longitud ni por la altura, sino por sus juicios. El objetivo del filósofo es, por tanto, alcanzar la posición de una mente que abraza al mundo entero. La persona que reconoce que cada evento es necesario y razonable para el mejor interés de todos, no siente descontento con nada que esté fuera del control del propósito moral.

### El sabio cínico
Los modelos históricos a los que se refiere Epicteto son Sócrates y  Diógenes. Pero describe un carácter ideal de un sabio misionero, el estoico perfecto, o, como él lo llama, el  cínico. Este filósofo no tiene patria ni hogar ni tierra ni esclavo; su cama es el suelo; no tiene esposa ni hijos; su único hogar es la tierra y el cielo y un manto. Debe sufrir palizas y amar a quienes lo golpean. El humano ideal así descrito no se enojará con el malhechor; sólo se compadecerá de su error.

## Ediciones manuscritas

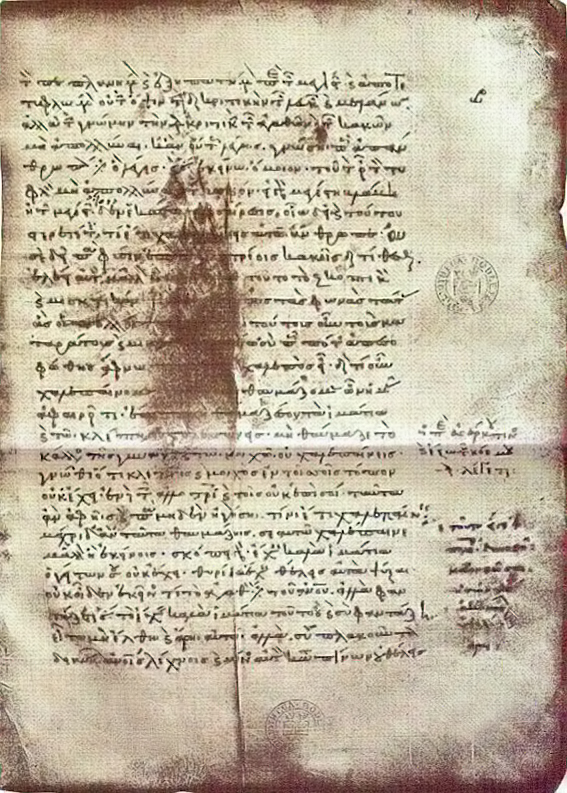
El "Codex Bodleianus" de los "Discursos de Epicteto". Note la gran mancha en el manuscrito que ha hecho que este pasaje (Libro 1. 18. 8-11) sea parcialmente ilegible.

El manuscrito más antiguo de los "Discursos" es un manuscrito del siglo XII conservado en la Bodleian Library de Oxford como MS Auct. T. 4. 13. En el manuscrito de Bodleian, una mancha o mancha ha caído sobre una de las páginas y ha hecho ilegibles una serie de palabras. En todos los demás manuscritos conocidos, estas palabras (o, a veces, todo el pasaje) se omiten, así, todos los demás manuscritos se derivan de este arquetipo.
Se cree que el manuscrito Bodleiano puede ser una copia de uno propiedad de Arethas de Cesarea a principios del siglo X. Arethas fue un importante coleccionista de manuscritos y también es responsable de transmitir una copia de Marcus Aurelius Meditaciones. El manuscrito de Bodleian contiene notas marginales que han sido identificadas como por Arethas.
Sin embargo, el manuscrito está "lleno de errores de todo tipo". Los propios eruditos medievales hicieron muchas correcciones, y los eruditos modernos han hecho muchas enmiendas para producir un texto limpio.

## Historial de publicaciones
Los "Discursos" fueron impresos por primera vez (en griego) por Vettore Trincavelli, en Venecia en 1535, aunque el manuscrito utilizado era muy defectuoso. A esto le siguieron las ediciones de Jakob Schegk (1554) y Hieronymus Wolf (1560). La edición de  John Upton publicada entre 1739 y 1741 fue una mejora en relación con estos, ya que tenía algún conocimiento de varios manuscritos. Esto, a su vez, fue mejorado por la edición de cinco volúmenes de Johann Schweighäuser, 1799-1800. Heinrich Schenkl produjo una edición crítica en 1894 (segunda edición de 1916) que se basó en el manuscrito de Bodleian.

## Traducciones inglesas
La primera traducción de  inglés no apareció hasta 1758 con la aparición de la traducción de Elizabeth Carter. Esto resultó ser muy exitoso, con una segunda edición que apareció un año después (1759), una tercera edición en 1768 y una cuarta edición publicada póstumamente en 1807. Influyó en traducciones posteriores: p. los de Higginson y  George Long (ver su Introducción para comentarios, algunos críticos de Carter).
Una lista completa de traducciones al inglés es la siguiente:
- Elizabeth Carter, (1758), "Todas las obras de Epicteto, que ahora existen; que consiste en su Discourses, conservado por Arrian, en cuatro libros, el Enchiridion y fragmentos.  (Richardson)
- Thomas Wentworth Higginson, (1865),  Las obras de Epicteto. Consta de sus discursos, en cuatro libros, El Enchiridion y Fragmentos.  (Little, Brown, and Co.)
- George Long, (1877), "Los Discursos de Epicteto, con el Encheridion y Fragmentos". (George Bell)
- Percy Ewing Matheson, (1916), "Epicteto: Los discursos y el manual junto con fragmentos de sus escritos". (Prensa de la Universidad de Oxford)
- William Abbott Oldfather, (1925-8), Discourses. (Loeb Classical Library) ISBN 0-674-99145-1 y ISBN 0-674-99240-7
- Robin Hard (translation reviser), Christopher Gill (editor), (1995), The Discourses of Epictetus. (Everyman) ISBN 0-460-87312-1
- Robert Dobbin, (2008), Discourses and Selected Writings (Penguin Classics) ISBN 0-14-044946-9
- Robin Hard, (2014), Discourses, Fragments, Handbook. (Oxford University Press) ISBN 0-199-59518-6

Todas estas son traducciones completas con la excepción del libro de Robert Dobbin que solo contiene 64 de los 95 Discursos. Robin Hard ha producido dos traducciones: la primera (para Everyman en 1995) fue solo una revisión de la versión de Elizabeth Carter, sin embargo, su edición de 2014 (para Oxford University Press) es la primera traducción original completa desde la década de 1920.